# Everyday (Phil Collins)
Everyday is een nummer van de Britse zanger Phil Collins uit 1994. Het nummer is een ballad, en staat op zijn vijfde studioalbum Both Sides. Opvallend aan het nummer is dat Phil Collins in het nummer niet alleen de zang verzorgt, maar ook de achtergrondzang doet en op alle instrumenten speelt die in het nummer te horen zijn.
Het nummer werd een bescheiden hitje. In het Verenigd Koninkrijk haalde het nummer 15 en in de Verenigde Staten nummer 24. In de Nederlandse Top 40 haalde het de 37e positie en in de Vlaamse Radio 2 Top 30 kwam het tot nummer 26.